# Байдабатыр
Baidabatyr clivosus (лат.) — вид вымерших млекопитающих из отряда многобугорчатых (Multituberculata), типовой и единственный вид в роде Baidabatyr. Известен по одной находке в меловых отложениях (125—100 млн лет) в окрестностях деревни Большой Кемчуг (Красноярский край), найденной в ходе совместной экспедиции Томского и Санкт-Петербургского государственного университетов.

## Описание
Причислить животное к отряду многобугорчатых позволили многочисленные выступы на жевательной поверхности найденного зуба.
Примитивное строение зубов байдабатыра сближает его с представителями отряда многобугорчатых из значительно более ранних отложений — 145 млн лет назад.

## Этимология
Свое наименование байдабатыр получил по двум причинам:
- первая часть байда появились из-за того, что до места первого обнаружения зуба животного, можно было добраться только на байдарке;
- вторая часть батыр (от монг. богатырь) появилась, исходя из традиции называть новые виды многобугорчатых азиатского происхождения.